# Flugplatz Atka

i7
i11
i13
Der Flugplatz Atka (IATA-Code: AKB, ICAO-Code: PAAK, FAA-LID: AKA)  ist ein vom Staat Alaska betriebener Flugplatz, rund 4 km nördlich von Atka auf Atka Island in den Aleuten.
Die amerikanische Luftfahrtbehörde verzeichnete für das Jahr 2010 insgesamt 322 Passagiere.

## Infrastruktur und Flugzeuge
Der Flugplatz, welcher eine Fläche von 91 Hektar aufweist, hat eine Piste mit der Bezeichnung 16/34, welche 1372 Meter lang und 30 Meter breit ist und aus Asphalt besteht.
Zwischen Oktober 2008 und September 2009 verzeichnete man 550 Flugbewegungen, also 45 pro Monat.